# Distrito de Miskolc
El distrito de Miskolc (húngaro: Miskolci járás) es un distrito húngaro perteneciente al condado de Borsod-Abaúj-Zemplén.
En 2013 tenía 243 135 habitantes. Su capital es Miskolc, que también es la capital del condado.

## Municipios
El distrito tiene 7 ciudades (en negrita), una de ellas con estatus de ciudad de derecho condal (la capital Miskolc), un pueblo mayor (en cursiva) y 31 pueblos (población a 1 de enero de 2012):
- Alsózsolca (5937)
- Arnót (2544)
- Berzék (1145)
- Bőcs (2754)
- Bükkaranyos (1467)
- Bükkszentkereszt (1212)
- Emőd (4895)
- Felsőzsolca (6750)
- Gesztely (2798)
- Harsány (2014)
- Hernádkak (1632)
- Hernádnémeti (3417)
- Kisgyőr (1648)
- Kistokaj (2121)
- Kondó (607)
- Köröm (1388)
- Mályi (4111)
- Miskolc (166 823) – la capital
- Nyékládháza (5001)
- Onga (4775)
- Ónod (2595)
- Parasznya (1166)
- Radostyán (591)
- Répáshuta (464)
- Sajóbábony (2782)
- Sajóecseg (1007)
- Sajóhídvég (1048)
- Sajókápolna (404)
- Sajókeresztúr (1505)
- Sajólád (3095)
- Sajólászlófalva (419)
- Sajópálfala (727)
- Sajópetri (1515)
- Sajósenye (446)
- Sajóvámos (2200)
- Sóstófalva (262)
- Szirmabesenyő (4344)
- Újcsanálos (867)
- Varbó (1087)